# Tuńczyk (singel Doroty Miśkiewicz)
Tuńczyk – trzeci singel Doroty Miśkiewicz z albumu Ale. Do jego promocji ilustracje wykonała artystka Małgorzata Herba.

## Tekst
Piosenka ma charakter żartobliwy. Opowiada o kobiecie obserwowanej przez mężczyznę. Dama spożywa, wręcz "wchłania" wykwintne dania (jak sushi maki z tuńczyka w sosie teriyaki), a przy tym nie tyje. Je nie spiesząc się, ale zupełnie oddaje się jedzeniu. Mężczyzna dochodzi do wniosku, że ta kobieta jest zbyt kosztowna, nic też może nie zostać dla niego na talerzu. Utwór choć jest napisany w formie dowcipu, traktuje o pasji do życia, nawiązuje do starożytnego powiedzenia "carpe diem". Taka postawa jednak może wiązać się z niezrozumieniem przez inne osoby.

## Cytaty
- Dorota Miśkiewicz: ""Tuńczyk" to piosenka z przymrużeniem oka – o kobiecie z wielkim apetytem na życie, która jada dużo, często i nie byle z kim. Tylko prawdziwy mężczyzna może dzielić z nią tę namiętność. Bo dziewczyna lubi podjeść z cudzego talerza – i to nie zawsze najtańsze potrawy."[1]